# پایگاه دوازدهم شکاری بیرجند
پایگاه دوازدهم شکاری بیرجند از پایگاه‌های شکاری نیروی هوایی ارتش ایران است، که در شهر بیرجند، استان خراسان جنوبی قرار دارد. 
طراحی پایگاه دوازدهم شکاری در سال ۱۳۵۷ توسط نیروی هوایی شاهنشاهی ایران انجام شد و قرار بود این پایگاه محل استقرار جنگنده‌های اف-۱۶ باشد، که با وقوع انقلاب، پروژه ساخت آن متوقف شد. عملیات ساخت این پایگاه در سال ۱۳۶۷ آغاز شد، ولی این پایگاه در سال ۱۳۸۶ تأسیس گردید. در سال ۱۴۰۰ به‌علت مشکلات مالی این پایگاه به فرودگاه بیرجند منتقل شد.
پایگاه دوازدهم شکاری دارای یک گردان جنگنده اف-۵ و یک گردان پهپادی می‌باشد. هم‌اکنون سرتیپ‌دوم خلبان امیدرضا ظهوریان فرماندهی این پایگاه را برعهده دارد.

## تاریخچه

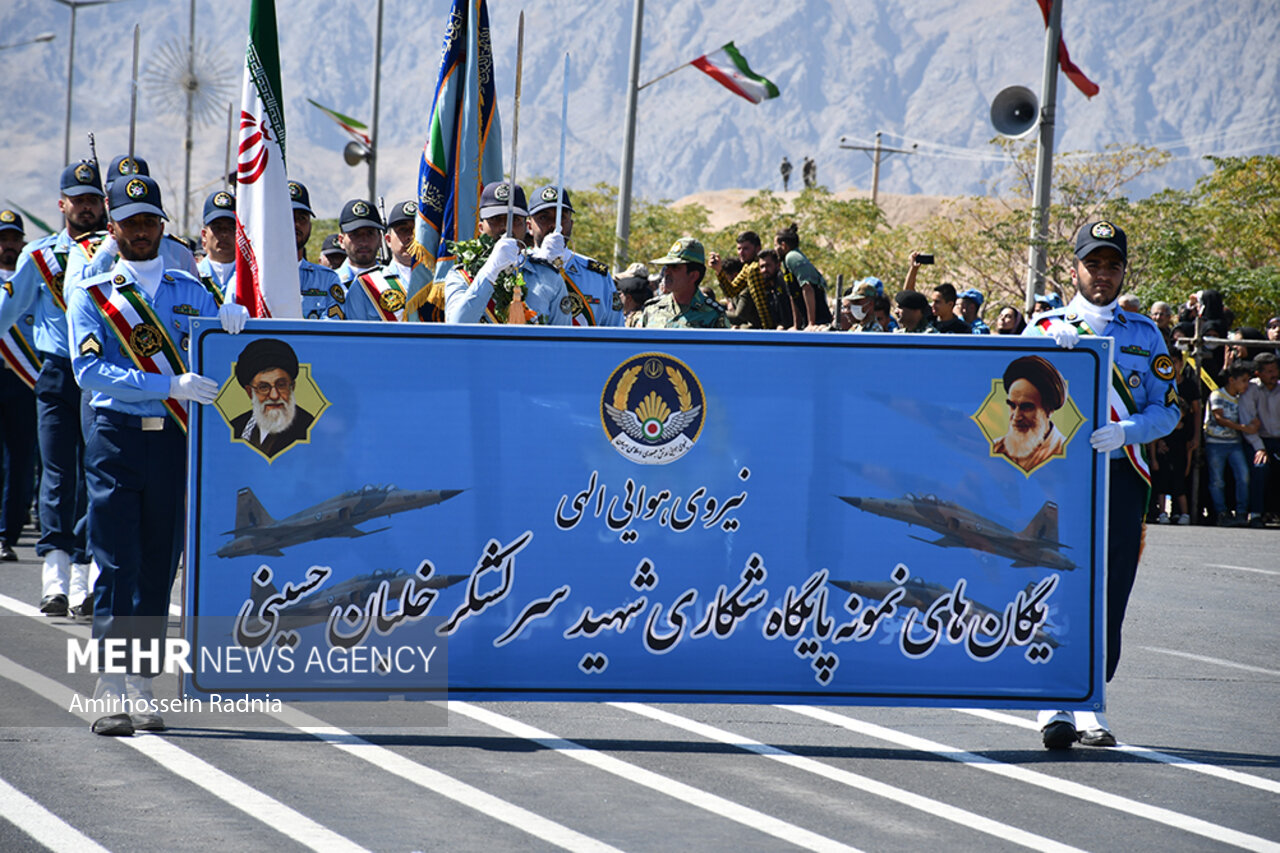
رژه سربازان پایگاه شکاری دوازدهم در سال ۱۴۰۱، بیرجند

پیش از وقوع انقلاب و به‌دنبال توسعه پایگاه هوایی شیندند در ولایت هرات، افغانستان، که در فاصله ۱۱۰ کیلومتری مرزهای ایران قرار داشت، ستاد بزرگ ارتشتاران در سال ۱۳۵۷ طرحی را برای تأسیس دو پایگاه شکاری در نزدیکی مرزهای شرقی ایران به تایید محمدرضا شاه پهلوی؛ فرمانده کل قوا رساند. یکی از این دو، پایگاه دوازدهم شکاری تاکتیکی بود که در ۶۰ کیلومتری غرب شهر بیرجند در استان خراسان قرار داشت.
پیش از انقلاب بنا بود پایگاه دوازدهم شکاری تاکتیکی به دست‌کم ۴۰ فروند هواپیمای جنگنده همه‌منظوره اف-۱۶ مدل‌های ای و بی فایتینگ فالکن مجهز شود. پایگاهی که قرار بود فاز نخست عملیات ساخت‌وساز آن در سال ۱۳۶۲ به پایان برسد و به سدی محکم در برابر تجاوزهای نیروی هوایی افغانستان تبدیل شود، اما با وقوع انقلاب اسلامی ساخت آن متوقف شد.
۱۰ سال پس از وقوع انقلاب و در مهر ۱۳۶۷، عملیات ساخت پایگاه به دستور سرتیپ منصور ستاری، فرمانده وقت نیروی هوایی ارتش، از سر گرفته شد و تا زمان حیات او در سال ۱۳۷۳ با جدیت پیگیری شد. مرگ نابهنگام ستاری در تاریخ ۱۵ دی ۱۳۷۳، در روند تکمیل آن تأخیر ایجاد کرد، تا جایی که تکمیل باند آسفالت برای فرود و برخاست جنگنده‌های اف-۵ اعزامی از پایگاه چهاردهم شکاری تاکتیکی امام رضا مشهد در سال ۱۳۷۹ انجام شد.
در نهایت پس از سال‌ها تلاش، ساخت یک باند پروازی به‌طول چهار کیلومتر، یک رمپ با توانایی پذیرش دو فروند هواپیمای ترابری متوسط سی-۱۳۰، دو آشیانه بتنی جهت پارک هواپیماهای جنگنده در ابتدای باند و چند ساختمان کوچک اداری در این پایگاه تکمیل شد. پایگاهی فاقد برج مراقبت، دستگاه‌های کمک ناوبری و حتی چراغ برای باند پروازی آن، امری که ناشی از نبود بودجه کافی در نیروی هوایی برای تکمیل آن بود. در سال ۱۳۸۰ عملیات ساخت این پایگاه عملا متوقف شد. 
در نهایت در سال ۱۳۸۶ و در زمان فرماندهی سرتیپ احمد میقانی در نیروی هوایی ارتش، این پایگاه در منطقه خور در فاصله ۶۰ کیلومتری از غرب بیرجند افتتاح شد. با این وجود، این پایگاه ناقص که از طلوع آفتاب تا غروب آن توانایی پذیرش هواپیماهای جنگنده و همچنین هواپیماهای ترابری سبک و متوسط را داشت، حدود سه ماه در سال پذیرای دست‌کم دو فروند هواپیمای جنگنده اف-۵ ئی تایگر ۲ اعزامی از پایگاه مقدم هوایی ناصر حبیبی زهام در مشهد بود.
در سال ۱۳۹۷، ۳۰ سال پس از سر گرفته شدن ساخت پایگاه دوازدهم شکاری تاکتیکی در نزدیکی بیرجند، فرماندهی نیروی هوایی ارتش تصمیم به تکمیل نکردن طرح ساخت پایگاه دوازدهم شکاری تاکتیکی گرفت. در نهایت، با دریافت مصوبه شورای عالی امنیت ملی، موفق شد امکان انتقال برخی از تأسیسات آن و دایرسازی آن‌ها در محل فرودگاه غیرنظامی بیرجند را فراهم کند. در تاریخ ۱۵ بهمن ۱۳۹۷، سرهنگ محمدرضا بهرام‌نژاد، فرمانده وقت پایگاه دوازدهم شکاری تاکتیکی، که حال به پایگاه مقدم هوایی تنزل یافته بود، در یک نشست خبری از انتقال بخشی از پایگاهش به فرودگاه غیرنظامی بیرجند در نیمه اول سال ۱۳۹۸ خبر داد. این جابه‌جایی در نهایت در سال ۱۴۰۰ تکمیل شد.
پایگاه جدید مقدم هوایی حسینی اگر چه در نزدیکی شهر قرار داشت و تسهیلات رفاهی زیادی برای خانواده‌ها و کارکنانشان فراهم می‌کرد، به تجهیزات ابتدایی‌تری مجهز بود. با توجه به محدودیت فضای اختصاص‌یافته به دایرسازی این پایگاه، سه آشیانه فلزی هر کدام به ابعاد ۲۰ در ۲۵ متر برای نگهداری سه فروند جنگنده اف-۵ ئی، یک سوله به ابعاد ۵۰ در ۶۸ متر جهت برای امور تعمیرات و نگهداری هواپیماهای جنگنده و همچنین نگهداری تجهیزات زمینی جنگنده‌ها ساخته شدند. در کنار آن‌ها دو ساختمان بسیار کوچک، یکی برای نگهداری تجهیزات پروازی و دیگری برای دایرسازی اتاق بریفینگ پروازی خلبانان در مجاورت آشیانه‌ها بنا شد. در بخش اداری پایگاه نیز چهار ساختمان اداری و یک مهمانسرا ساخته شد.
حال با توجه به بهره‌برداری پایگاه حسینی از باند پروازی فرودگاه بیرجند، امکان پذیرش هواپیماهای ترابری در آن در تمامی ساعات شبانه‌روز با توجه به مجهز بودن باند پروازی بیرجند به چراغ فرود و همچنین مجهز بودن فرودگاه به تجهیزات کمک ناوبری، ممکن شده است. با این وجود، با توجه به محدودیت‌های ذاتی هواپیمای جنگنده اف-۵ ئی برای پرواز در شب به‌دلیل ضعف رادار کنترل آتش آن، امکان بهره‌برداری رزمی از هرگونه اف-۵ تایگر ۲ اعزامی به این پایگاه پس از غروب آفتاب وجود ندارد.

## یگان‌ها
- گردان شکاری اف ۵
- گردان پهپاد‌های شناسایی-رزمی